# Sesso perverso, mondo violento
Sesso perverso, mondo violento è un film documentario del 1982 diretto da Bruno Mattei con lo pseudonimo George Smith.
Pellicola appartenente al genere mondo movie, è il sequel di Sexual Aberration (Sesso perverso) (noto come Libidomania) ed è stato distribuito anche con il titolo Libidomania 2.